# سرزمین طلا
۳۸°۲۴′شمالی ۱۲۰°۴۸′غربی / ۳۸٫۴°شمالی ۱۲۰٫۸°غربی

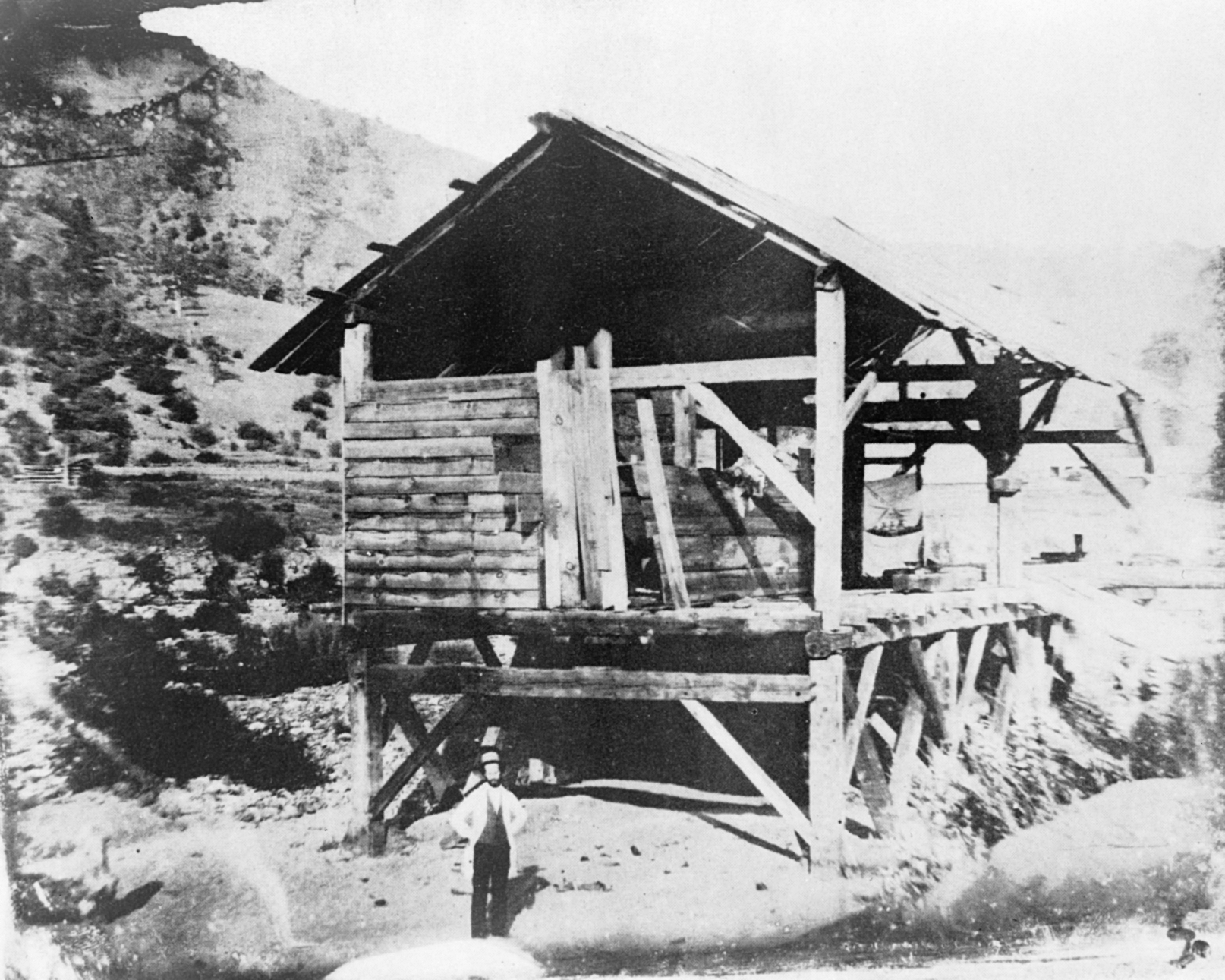

سرزمین طلا منطقه ای جغرافیایی در مرکز و شمالشرق ایالت کالیفرنیا و شهرت آن به واسطه معادن طلای آن می باشد

## شهرستان ها
- شهرستان داگلاس، نوادا
- شهرستان ال دورادو
- شهرستان نوادا، کالیفرنیا
- شهرستان پلاسر، کالیفرنیا
- شهرستان ساکرامنتو، کالیفرنیا
- شهرستان سوتر
- شهرستان یولو
- شهرستان یوبا

## شهر اصلی
- ساکرامنتو

## جستار ویژه
- تب طلا در کالیفرنیا